# 지방자치체
지방자치체(한국 한자: 地方自治体, 영어: Municipality) 또는 기초자치체(基礎自治体)는 나라의 행정 구역 단위 중 최소 단위로, 수장이나 지방의회 등의 자치 제도가 있는 것을 뜻한다.
대한민국의 경우 지방정부는 법령의 범위 안에서 그 사무에 관하여 조례를 제정할 수 있으며 법령에 위배되는 조례는 효력이 없다.

## 각국의 지방자치체
- 미국 - 미국의 주 참조.
- 이탈리아 - 이탈리아의 기초자치체는 코무네(Comune)로 불린다.
- 스위스 - 스위스의 기초자치체는 게마인데, 코뮌, 코무니 등으로 불린다. 스위스의 행정 구역 참조.
- 스페인 - 스페인의 기초자치체는 무니시피오(municipio)으로 불린다.
- 대한민국 - 대한민국의 행정 구역 및 대한민국의 지방자치단체 참조.
- 중화인민공화국 - 중화인민공화국의 행정 구역 참조.
- 독일 - 독일의 지방자치체는 게마인데(Gemeinde)로 불린다. 독일의 행정 구역 참조.
- 일본 - 일본의 지방자치체에는 시, 정, 촌의 3개의 종류가 있다. 시정촌 참조.
- 프랑스 - 프랑스의 기초자치체는 코뮌(commune)으로 불린다. 프랑스의 행정 구역 참조.
- 남아프리카 공화국 - 남아프리카 공화국의 주 참조.
- 알바니아 - 알바니아의 지방 자치체 참조
- 리투아니아 - 리투아니아의 지방 자치체 참조
- 북마케도니아 - 북마케도니아의 지방 자치체 참조

## 헌법재판소 판례

### 구금으로 인한 지방자치단체장의 권한 대행 사건[2]
구금으로 인한 지방자치단체장의 권한 대행 사건은 대한민국 헌법재판소 판례이다.

#### 사실관계
청구인은 구청장으로 당선된 후 선거법위반으로 수사를 받는 과정에서 구속되었다. 청구인은 지방자치법 제111조 제1항 제2호에 의거하여 직무에서 배제되어 구청장직을 수행하지 못하게 되자 위 조항이 무죄추정의 원칙에 위배될 뿐만 아니라 공무담임권 및 평등권을 침해하여 헌법에 위반된다는 이유로 이 사건 헌법소원심판을 청구하였다. 한편 청구인은 항소심에서 징역 1년에 집행유예 2년의 형을 선고받았으며 상고가 기각되어 위 판결이 확정되었다.

#### 관련조문
지방자치법 제111조 [지방자치단체의 장의 권한대행 등] (1) 지방자치단체의 장이 다음 각 호의 어느 하나에 해당되면 부지사, 부시장, 부군수, 부구청장(이하 이 조에서 "부단체장"이라 한다)이 그 권한을 대행한다.
2. 공소 제기된 후 구금상태에 있는 경우

#### 결론
이 사건 심판청구를 기각한다.

#### 이유

##### 과잉금지원칙 위반 여부
구금되어 정상적이고 시의적절한 직무를 수행하기 어려운 상황에 처한 자치단체장을 직무에서 배제시킴으로써 자치단체행정의 원활하고 효율적인 운영을 도모해야 하고 자치단체장이 옥중에서 시간상 제약을 받는 면회시간을 통하여만 이러한 준비, 확인작업을 할 수밖에 없다면 지역주민의 복리를 위하여 최선의 결과를 가져 올 정책집행을 기대하기란 거의 불가능하다. 직무정지라는 제재를 가하고 있는 요건 자체에 있어서도 이 사건 법률조항은 침해를 취소화하였다고 평가할 수 있다.

##### 무죄추정의 원칙 위반 여부
무죄추정의 원칙상 금지되는 '불이익'이란 '범죄사실의 인정 또는 유죄를 전제로 그에 대하여 법률적, 사실적 측면에서 유형, 무형의 차별취급을 가하는 유죄인정의 효과로서의 불이익'을 뜻하고, 이는 비단 형사 절차 내에서의 불이익뿐만 아니라 기타 일반 법생활 영역에서의 기본권 제한과 같은 경우에도 적용된다. 구금되었다는 사실 자체에 사회적 비난의 의미를 부여한다거나 그 유죄의 개연성에 근거하여 직무를 정지시키는 것이 아니므로 무죄추정의 원칙에 위배되지 않는다.

##### 평등권 침해 여부
국무총리나 행정 각부의 장이 범죄혐의로 구속되면 그 죄질이나 공직의 계속적인 수행의 가부를 판단하여 임면권자가 해당 공직자를 교체함으로써 쉽게 직무에서 배제시킬 수 있으나 자치단체장은 그러지 못하다. 국회의원은 국회라는 합의체 기관의 구성원인 까닭에, 해당 국회의원이 구금되어 있어 물리적으로 부재한다면 의사정족수에서 배제시키면 될 뿐 합의체 기관인 전체 국회의 원활한 운영에는 큰 지장이 없다.
신병이 구속됨으로 말미암아 윤리성과 성실성이 해쳐진 자치단체장의 기강을 확립하고 훼손된

## 같이 보기
- 자치사무
- 행정 구역
- 지방정부
- 지방자치
- 광역지방자치단체
- 기초지방자치단체